# 절 (언어학)
절(節, clause)은 주어(subject)와 서술어(predicate)로 이루어진 통사적인 단위의 하나로 더 큰 문장의 성분이 되는 것을 말한다. 주어가 명시적으로 드러나지 않는 경우도 있다. 절은 주어와 술어로 이루어져 있으므로 완전한 문장이 될 수도 있으며 여러 절이 모여 하나의 문장, 즉 복문을 이룰 수도 있다.
절은 어떠한 품사처럼 행동하는가에 따라 다음과 같이 나뉜다.
- 체언절 (=이름마디)
- 명사절
- 관형절 (=매김마디)
- 부사절 (=어찌마디)
- 용언절 (=풀이마디)

절은 문장 내에서 어떠한 통사적 기능을 담당하는가에 따라 다음과 같이 나눌 수 있다.
- 주어절 (=임자마디)
- 목적절 (=부림마디)
- 보어절 (=기움마디)
- 술어절 (=풀이마디, 서술절)

또한, 여러 개의 절로 이루어진 복문에서 각 절이 다른 절과 어떠한 관계를 가지는가에 따라 다음과 구별한다.
- 대등절 (=나란히마디, 대립절)
- 주절 (=으뜸마디)과 종속절 (=딸림마디)
- 인용절

## 같이 보기
- 문장
- 구 (언어학)
- 단어